# Santa María de los Caballeros
Santa María de los Caballeros – gmina w Hiszpanii, w prowincji Ávila, w Kastylii i León, o powierzchni 22,4 km². W 2011 roku gmina liczyła 92 mieszkańców.